# 雷電神社 (伊勢崎市境伊与久)
雷電神社（らいでんじんじゃ）は、群馬県伊勢崎市境伊与久にある神社。主祭神は大雷命。『上野国神明帳』の上野国佐位郡「於神明神」の論社。旧社格は郷社。

## 由緒
建保3年（1215年）、赤石城主・三浦之介義澄が山城国加茂大明神より勧請したとされる。元弘3年（1333年）、新田義貞が鎌倉追討の際に社殿を修理し、戦勝祈願を行った。永禄3年（1560年）、赤石左衛門尉・又次郎が祭供料と神領を寄進した。
『上野国神名帳』佐位郡には「従五位 於神明神」が見え、当社がそれにあたる可能性があるものの、尾崎喜左雄は大雷神社（伊勢崎市西久保）をあてている。
天正元年（1573年）1月25日、雷が境内の神木に落ち、村の修験者須田峯の坊が神木に隠されていた1寸8分の黄金像を見つけた。新田義貞の弟・脇屋義助の末裔、伊与久弾正正久が、この像を守護神と崇め、悪役災難を救済し、雷鳴の恐れがなくなったと言われた。
江戸時代に入ると、領主酒井家の崇敬が篤かった。寛永14年（1637年）に前橋潘主・酒井忠行、延宝9年（1681年）に伊勢崎藩主・酒井忠寛、明和4年（1767年）に伊勢崎藩主・酒井忠温が社殿を修理した。
社格
- 平安時代 - 従五位上（『上野国神名帳』）?
- 明治7年（1874年） - 村社[1]
- 大正4年（1915年）11月5日 - 神饌幣帛料供進社[1]
- 昭和5年（1930年）4月22日 - 郷社[2]

## 合祀神社

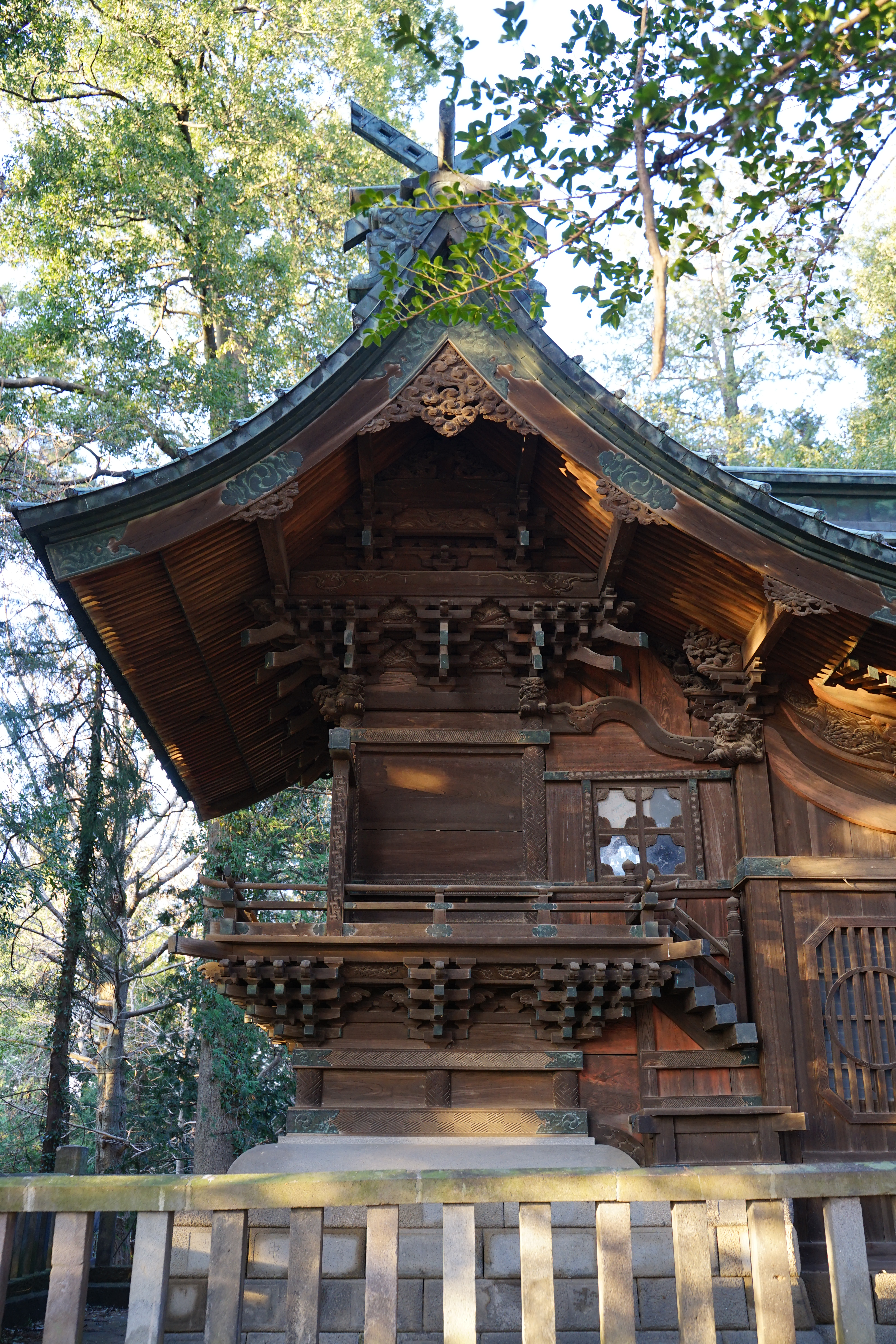
本殿

明治40年（1907年）12月5日、当社境内社や周辺の神社とその境内社を合祀
- （境内社）衣笠神社、菅原神社、八幡神社、秋葉神社
- 字西馬場 飯福神社
  - （境内社）神明神社、熊野神社、八幡神社、琴平神社、阿夫利神社、八坂神社、秋葉神社

- 字館野 稲荷神社
  - （境内社）水神社、三峯神社、八幡神社、天神社、疱瘡神社

- 字左谷戸 諏訪神社
  - （境内社）秋葉神社、琴平神社

- 字駒形 稲荷神社
  - （境内社）菅原神社、疱瘡神社
- 字芝崎 飯福神社

- 字若宮 稲荷神社

## 行事
- 1月25日 新年祭
- 2月25日 祈年祭
- 3月25日 例大祭
- 7月25日 夏祭り
- 10月25日 秋季例祭

## 雷電神社古墳
雷電神社の社殿は、直径28メートルの円墳、雷電神社古墳の墳丘上に位置する。6世紀末から7世紀初頭の築造で、横穴式石室を有する。伊勢崎市指定史跡。

## 周辺
- 十三宝塚遺跡